# گروگ
گروگ، شهری در بخش مرکزی شهرستان سیریک در استان هرمزگان ایران است.
گروگ در تاریخ ۱۱ اسفند ۱۳۸۹ از روستا به شهر ارتقا یافت.

## جاذبه‌های گردشگری
- معبد عشاق

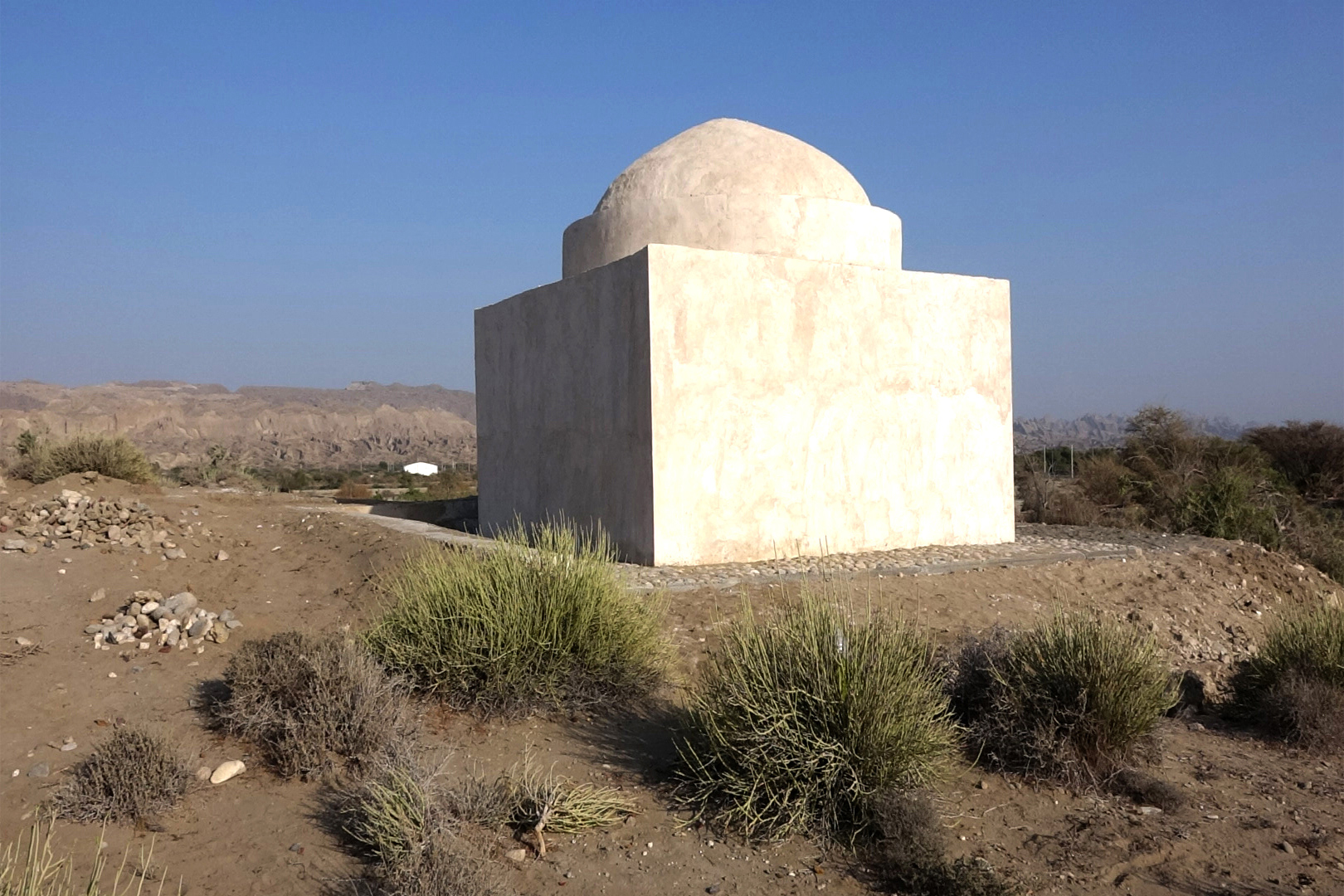
معبد عشاق، گروگ

این بنا مربوط به دوره صفوی است و در شهر گروگ واقع شده‌است. بنابر افسانه‌ای در باور مردم حدود چهارصد سال پیش، دو جوان از طایفه‌هایی متخاصم دلباختهٔ هم می‌شوند اما با مخالفت شدید روبه‌رو می‌شوند؛ این واقعه به مرگ آن‌ها ختم می‌شود.
- چشمه آب‌گرم گروگ
- سواحل شنی شهر گروگ تا شهر سیریک

## جمعیت
بر پایه سرشماری عمومی نفوس و مسکن در سال ۱۳۹۵، جمعیت شهر گروگ برابر با ۴٬۰۰۸ نفر (۹۴۳ خانوار) بوده‌است.